# Año Internacional de Acercamiento de las Culturas
La Asamblea General de las Naciones Unidas proclamó al 2010 como el Año Internacional de Acercamiento de las Culturas mediante resolución de 17 de diciembre de 2007. La ONU asignó a la UNESCO un rol rector en esta celebración, aprovechando su experiencia en la organización y promoción del conocimiento y la comprensión mutuos. Este año internacional marcó el cierre del Decenio Internacional de una Cultura de Paz y No Violencia para los Niños del Mundo (2001-2010) y dio inicio a una nueva estrategia, centrada en el fomento de la diversidad cultural y el diálogo, ejes principales de la Estrategia de Mediano Plazo 2008-2013 de la UNESCO. Esta iniciativa subraya el reconocimiento de la gran diversidad de las culturas del mundo y los vínculos que las unen, consolidando la importancia del diálogo intercultural como herramienta para la paz y el desarrollo sostenible.

## Actividades y Alcance
Su celebración se centró en promover el entendimiento, la cooperación y la paz mediante el respeto a la diversidad cultural y el fomento del diálogo intercultural. La estrategia incluyó cuatro grandes ejes temáticos: el fomento del conocimiento recíproco de la diversidad cultural, la creación de un marco de valores compartidos, el fortalecimiento de la educación en valores y el desarrollo sostenible. En colaboración con Estados miembros y diversas organizaciones, se planificaron cerca de 300 actividades que incluyeron exposiciones, ferias, festivales y debates públicos en museos y galerías, así como la utilización de tecnologías digitales para fortalecer la diversidad lingüística. También se promovieron iniciativas de coproducción entre medios de comunicación de diferentes culturas y diálogos en internet para cambiar percepciones culturales erróneas.
Además, la UNESCO fortaleció el acceso a la educación formal e informal, enfocándose en temas de derechos humanos, diversidad cultural y género, con iniciativas que promovieron la colaboración entre universidades en el ámbito Sur-Sur y Norte-Sur. La financiación de estas actividades dependió principalmente de contribuciones voluntarias de Estados, organizaciones y el sector privado. Para asegurar la visibilidad del Año y maximizar su impacto, la UNESCO colaboró estrechamente con sus Comisiones Nacionales, organizaciones intergubernamentales, líderes culturales, religiosos, y representantes de los medios de comunicación.